# Mohammad Ali Falahatinejad
Mohammad Ali Falahatinezsad (perzsául: محمد‌علی فلاحتی‌نژاد, a nyugati sportsajtóban: Mohammad Ali Falahatinejad) (Teherán, 1976. július 15. – Teherán, 2017. augusztus 14.) világbajnok iráni súlyemelő.

## Pályafutása
A 77 kg-os súlycsoportban versenyzett. A 2002-es ázsiai játékokon Puszanban ezüstérmet szerzett. A 2003-ban szeptemberben az Ázsia-bajnokságon bronzérmes, novemberben a világbajnokságon aranyérmes lett.

## Sikerei, díjai
- Világbajnokság
  - aranyérmes: 2003, Vancouver
- Ázsia-játékok
  - bronzérmes: 2002, Puszan
- Ázsia-bajnokság
  - ezüstérmes: 2003, Qinhuangdao